# Ere del Vietnam
Elenco delle ere regali del Vietnam.

## Tabella
| Nome regale | Hán tự | Anni | Imperatore | Dinastia |
| --- | --- | --- | --- | --- |
| 1. Thiên Đức (Đại Đức) 2. Thái Bình 3. Thái Bình 4. Thiên Phúc 5. Hưng Thống 6. Ứng Thiên 7. Ứng Thiên 8. Cảnh Thụy 9. Thuận Thiên 10. Thiên Thành 11. Thông Thụy 12. Càn Phù Hữu Đạo 13. Minh Đạo 14. Thiên Cảm Thánh Vũ 15. Sùng Hưng Đại Bảo 16. Long Thụy Thái Bình 17. Chương Thánh Gia Khánh 18. Long Chương Thiên Tự 19. Thiên Huống Bảo Tượng 20. Thần Vũ 21. Thái Ninh 22. Anh Vũ Chiêu Thắng 23. Quảng Hựu 24. Hội Phong 25. Long Phù 26. Hội Tường Đại Khánh 27. Thiên Phù Duệ Vũ 28. Thiên Phù Khánh Thọ 29. Thiên Thuận 30. Thiên Chương Bảo Tự 31. Thiệu Minh 32. Đại Định 33. Chính Long Bảo Ứng 34. Thiên Cảm Chí Bảo 35. Trinh Phù 36. Thiên Tư Gia Thụy 37. Thiên Gia Bảo Hựu 38. Trị Bình Long Ứng 39. Kiến Gia 40. Thiên Chương Hữu Đạo 41. Kiến Trung 42. Thiên Ứng Chính Bình 43. Nguyên Phong 44. Thiệu Long 45. Bảo Phù 46. Thiệu Bảo 47. Trùng Hưng 48. Hưng Long 49. Đại Khánh 50. Khai Thái 51. Khai Hựu 52. Thiệu Phong 53. Đại Trị 54. Đại Định 55. Thiệu Khánh 56. Long Khánh 57. Xương Phù 58. Quang Thái 59. Kiến Tân 60. Thánh Nguyên 61. Thiệu Thành 62. Khai Đại 63. Hưng Khánh 64. Trùng Quang 65. Thiên Khánh 66. Thuận Thiên 67. Thiệu Bình 68. Đại Bảo(Thái Bảo) 69. Đại Hòa (Thái Hòa) 70. Diên Ninh 71. Thiên Hưng 72. Quang Thuận 73. Hồng Đức 74. Cảnh Thống 75. Thái Trinh 76. Đoan Khánh 77. Hồng Thuận 78. Quang Thiệu 79. Thống Nguyên 80. Minh Đức 81. Đại Chính 82. Nguyên Hòa 83. Quảng Hòa 84. Vĩnh Định 85. Cảnh Lịch 86. Thuận Bình 87. Quang Bảo 88. Thiên Hựu 89. Chính Trị 90. Thuần Phúc 91. Sùng Khang 92. Hồng Phúc 93. Gia Thái 94. Diên Thành 95. Quang Hưng 96. Đoan Thái 97. Hưng Trị 98. Hồng Ninh 99. Bảo Định 100. Vũ An 101. Khang Hựu 102. Càn Thống 103. Thận Đức 104. Hoằng Định 105. Vĩnh Tộ 106. Long Thái 107. Đức Long 108. Dương Hòa 109. Thuận Đức 110. Phúc Thái 111. Khánh Đức 112. Thịnh Đức 113. Vĩnh Thọ 114. Vạn Khánh 115. Cảnh Trị 116. Dương Đức 117. Đức Nguyên 118. Vĩnh Trị 119. Chính Hòa 120. Vĩnh Thịnh 121. Bảo Thái 122. Vĩnh Khánh 123. Long Đức 124. Vĩnh Hựu 125. Cảnh Hưng 126. Thái Đức 127. Chiêu Thống 128. Quang Trung 129. Cảnh Thịnh 130. Bảo Hưng 131. Gia Long 132. Minh Mạng 133. Thiệu Trị 134. Tự Đức 135. Dục Đức 136. Hiệp Hòa 137. Kiến Phúc 138. Hàm Nghi 139. Đồng Khánh 140. Thành Thái 141. Duy Tân 142. Khải Định 143. Bảo Đại | - 天(大)德 - 太平 - 太平 - 天福 - 興統 - 應天 - 應天 - 景瑞 - 順天 - 天成 - 通瑞 - 乾符有道 - 明道 - 天感聖武 - 崇興大寶 - 龍瑞太平 - 彰聖嘉慶 - 龍彰天嗣 - 天貺寶象 - 神武 - 太寧 - 英武昭勝 - 廣祐 - 會豐 - 龍符 - 會祥大慶 - 天符睿武 - 天符慶壽 - 天順 - 天彰寶嗣 - 紹明 - 大定 - 政龍寶應 - 天感至寶 - 貞符 - 天資嘉瑞 - 天嘉寶祐 - 治平龍應 - 建嘉 - 天彰有道 - 建中 - 天應政平 - 元豐 - 紹隆 - 寶符 - 紹寶 - 重興 - 興隆 - 大慶 - 開泰 - 開祐 - 紹豐 - 大治 - 大定 - 紹慶 - 隆慶 - 昌符 - 光泰 - 建新 - 聖元 - 紹成 - 開大 - 興慶 - 重光 - 順天 - 紹平 - 大寶 - 大(太)和 - 延寧 - 天興 - 光順 - 洪德 - 景統 - 太貞 - 端慶 - 洪順 - 光紹 - 統元 - 明德 - 大正 - 元和 - 廣和 - 永定 - 景歷 - 順平 - 光寶 - 天祐 - 正治 - 淳福 - 崇康 - 洪福 - 嘉泰 - 延成 - 光興 - 端泰 - 興治 - 洪寧 - 寶定 - 武安 - 康祐 - 乾統 - 慎德 - 弘定 - 永祚 - 龍泰 - 德龍 - 陽和 - 順德 - 福泰 - 慶德 - 盛德 - 永壽 - 萬慶 - 景治 - 陽德 - 德元 - 永治 - 正和 - 永盛 - 保泰 - 永慶 - 龍德 - 永祐 - 景興 - 泰德 - 昭統 - 光中 - 景盛 - 嘉隆 - 明命 - 紹治 - 嗣德 - 育德 - 協和 - 建福 - 咸宜 - 同慶 - 成泰 - 維新 - 啟定 - 保大 | - 544-548 - 970-980 - 980-980 - 980-988 - 989-993 - 994-1005 - 1005-1007 - 1008-1009 - 1010-1028 - 1028-1034 - 1034-1039 - 1039-1042 - 1042-1044 - 1044-1049 - 1049-1054 - 1054-1058 - 1059-1065 - 1066-1068 - 1068-1069 - 1069-1072 - 1072-1076 - 1076-1084 - 1085-1092 - 1092-1100 - 1101-1109 - 1110-1119 - 1120-1126 - 1127-1127 - 1128-1132 - 1133-1138 - 1138-1140 - 1140-1162 - 1163-1174 - 1174-1175 - 1176-1186 - 1186-1202 - 1202-1205 - 1205-1210 - 1211-1224 - 1224-1225 - 1225-1232 - 1232-1251 - 1251-1258 - 1258-1272 - 1273-1278 - 1279-1285 - 1285-1293 - 1293-1314 - 1314-1323 - 1324-1329 - 1329-1341 - 1341-1357 - 1358-1369 - 1369-1370 - 1370-1372 - 1372-1377 - 1377-1388 - 1388-1389 - 1398-1400 - 1400-1400 - 1401-1402 - 1403-1407 - 1407-1408 - 1409-1413 - 1426-1427 - 1428-1433 - 1434-1439 - 1440-1442 - 1443-1453 - 1454-1459 - 1459-1460 - 1460-1469 - 1470-1497 - 1498-1504 - 1504-1504 - 1505-1509 - 1509-1516 - 1516-1522 - 1522-1527 - 1527-1529 - 1530-1540 - 1533-1548 - 1540-1546 - 1547-1547 - 1548-1553 - 1548-1556 - 1554-1561 - 1556-1557 - 1558-1571 - 1562-1565 - 1566-1577 - 1572-1573 - 1573-1577 - 1578-1585 - 1578-1599 - 1586-1587 - 1588-1590 - 1591-1592 - 1592-1592 - 1592-1593 - 1593-1593 - 1593-1625 - 1600-1601 - 1601-1619 - 1619-1629 - 1623-1638 - 1629-1635 - 1635-1643 - 1638-1677 - 1643-1649 - 1649-1653 - 1653-1658 - 1658-1662 - 1662-1662 - 1663-1671 - 1672-1674 - 1674-1675 - 1676-1679 - 1680-1705 - 1705-1720 - 1720-1729 - 1729-1732 - 1732-1735 - 1735-1740 - 1740-1786 - 1778-1793 - 1786-1788 - 1788-1792 - 1793-1801 - 1801-1802 - 1802-1819 - 1820-1840 - 1841-1847 - 1848-1883 - 1883-1883 - 1883-1883 - 1883-1884 - 1885-1888 - 1886-1888 - 1889-1907 - 1907-1916 - 1916-1925 - 1925-1945 | - 1.Lý Nam Đế - 1.Đinh Tiên Hoàng - 1.Đinh Phế Đế - 1.Lê Đại Hành - 2.Lê Đại Hành - 3.Lê Đại Hành - 1.Lê Ngọa Triều - 2.Lê Ngọa Triều - 1.Lý Thái Tổ - 1.Lý Thái Tông - 2.Lý Thái Tông - 3.Lý Thái Tông - 4.Lý Thái Tông - 5.Lý Thái Tông - 6.Lý Thái Tông - 1.Lý Thánh Tông - 2.Lý Thánh Tông - 3.Lý Thánh Tông - 4.Lý Thánh Tông - 5.Lý Thánh Tông - 1.Lý Nhân Tông - 2.Lý Nhân Tông - 3.Lý Nhân Tông - 4.Lý Nhân Tông - 5.Lý Nhân Tông - 6.Lý Nhân Tông - 7.Lý Nhân Tông - 8.Lý Nhân Tông - 1.Lý Thần Tông - 2.Lý Thần Tông - 1.Lý Anh Tông - 2.Lý Anh Tông - 3.Lý Anh Tông - 4.Lý Anh Tông - 1.Lý Cao Tông - 2.Lý Cao Tông - 3.Lý Cao Tông - 4.Lý Cao Tông - 1.Lý Huệ Tông - 1.Lý Chiêu Hoàng - 1.Trần Thái Tông - 2.Trần Thái Tông - 3.Trần Thái Tông - 1.Trần Thánh Tông - 2.Trần Thánh Tông - 1.Trần Nhân Tông - 2.Trần Nhân Tông - 1.Trần Anh Tông - 1.Trần Minh Tông - 2.Trần Minh Tông - 1.Trần Hiến Tông - 1.Trần Dụ Tông - 2.Trần Dụ Tông - 1.Dương Nhật Lễ - 1.Trần Nghệ Tông - 1.Trần Duệ Tông - 1.Trần Phế Đế - 1.Trần Thuận Tông - 1.Trần Thiếu Đế - 1.Hồ Quý Ly - 1.Hồ Hán Thương - 2.Hồ Hán Thương - 1.Giản Định Đế - 1.Trần Quý Khoáng - 1.Trần Cảo - 1.Lê Thái Tổ - 1.Lê Thái Tông - 2.Lê Thái Tông - 1.Lê Nhân Tông - 2.Lê Nhân Tông - 1.Lê Nghi Dân - 1.Lê Thánh Tông - 2.Lê Thánh Tông - 1.Lê Hiến Tông - 1.Lê Túc Tông - 1.Lê Uy Mục - 1.Lê Tương Dực - 1.Lê Chiêu Tông - 1.Lê Cung Hoàng - 1.Mạc Thái Tổ - 1.Mạc Thái Tông - 1.Lê Trang Tông - 1.Mạc Hiến Tông - 1.Mạc Tuyên Tông - 2.Mạc Tuyên Tông - 1.Lê Trung Tông - 3.Mạc Tuyên Tông - 1.Lê Anh Tông - 2.Lê Anh Tông - 1.Mạc Mậu Hợp - 2.Mạc Mậu Hợp - 3.Lê Anh Tông - 1.Lê Thế Tông - 3.Mạc Mậu Hợp - 2.Lê Thế Tông - 4.Mạc Mậu Hợp - 5.Mạc Mậu Hợp - 6.Mạc Mậu Hợp - 1.Mạc Kính Chỉ - 1.Vũ An Đế - 2.Mạc Kính Chỉ - 1.Mạc Kính Cung - 1.Lê Kính Tông - 2.Lê Kính Tông - 1.Lê Thần Tông - 1.Mạc Kính Khoan - 2.Lê Thần Tông - 3.Lê Thần Tông - 1.Mạc Kính Vũ - 1.Lê Chân Tông - 2.Lê Thần Tông - 4.Lê Thần Tông - 5.Lê Thần Tông - 6.Lê Thần Tông - 1.Lê Huyền Tông - 1.Lê Gia Tông - 2.Lê Gia Tông - 1.Lê Hy Tông - 2.Lê Hy Tông - 1.Lê Dụ Tông - 2.Lê Dụ Tông - 1.Lê Duy Phường - 1.Lê Thuần Tông - 1.Lê Ý Tông - 1.Lê Hiển Tông - 1.Nguyễn Nhạc - 1.Lê Mẫn Đế - 1.Nguyễn Huệ - 1.Nguyễn Quang Toản - 2.Nguyễn Quang Toản - 1.Nguyễn Thế Tổ - 1.Nguyễn Thánh Tổ - 1.Nguyễn Hiến Tổ - 1.Nguyễn Dực Tông - 1.Nguyễn Dục Đức - 1.Nguyễn Hiệp Hòa - 1.Nguyễn Giản Tông - 1.Nguyễn Hàm Nghi - 1.Nguyễn Cảnh Tông - 1.Nguyễn Thành Thái - 1.Nguyễn Vĩnh San - 1.Nguyễn Hoằng Tông - 1.Nguyễn Vĩnh Thụy | - 1. Dinastia Lý - primo periodo - 1. Dinastia Đinh - 1. Dinastia Đinh - 1. Dinastia Lê - primo periodo - 2. Dinastia Lê - primo periodo - 3. Dinastia Lê - primo periodo - 4. Dinastia Lê - primo periodo - 5. Dinastia Lê - primo periodo - 1. Dinastia Lý - 2. Dinastia Lý - 3. Dinastia Lý - 4. Dinastia Lý - 5. Dinastia Lý - 6. Dinastia Lý - 7. Dinastia Lý - 8. Dinastia Lý - 9. Dinastia Lý - 10. Dinastia Lý - 11. Dinastia Lý - 12. Dinastia Lý - 13. Dinastia Lý - 14. Dinastia Lý - 15. Dinastia Lý - 16. Dinastia Lý - 17. Dinastia Lý - 18. Dinastia Lý - 19. Dinastia Lý - 20. Dinastia Lý - 21. Dinastia Lý - 22. Dinastia Lý - 23. Dinastia Lý - 24. Dinastia Lý - 25. Dinastia Lý - 26. Dinastia Lý - 27. Dinastia Lý - 28. Dinastia Lý - 29. Dinastia Lý - 30. Dinastia Lý - 31. Dinastia Lý - 32. Dinastia Lý - 1. Dinastia Trần - 2. Dinastia Trần - 3. Dinastia Trần - 4. Dinastia Trần - 5. Dinastia Trần - 6. Dinastia Trần - 7. Dinastia Trần - 8. Dinastia Trần - 9. Dinastia Trần - 10. Dinastia Trần - 11. Dinastia Trần - 12. Dinastia Trần - 13. Dinastia Trần - 14. Dinastia Trần - 15. Dinastia Trần - 16. Dinastia Trần - 17. Dinastia Trần - 18. Dinastia Trần - 19. Dinastia Trần - 1. Dinastia Hồ - 2. Dinastia Hồ - 3. Dinastia Hồ - 1. Tarda dinastia Trần - 2. Tarda dinastia Trần - 3. Tarda dinastia Trần - 1. Dinastia Lê - 2. Dinastia Lê - 3. Dinastia Lê - 4. Dinastia Lê - 5. Dinastia Lê - 6. Dinastia Lê - 7. Dinastia Lê - 8. Dinastia Lê - 9. Dinastia Lê - 10. Dinastia Lê - 11. Dinastia Lê - 12. Dinastia Lê - 13. Dinastia Lê - 14. Dinastia Lê - 1. Dinastia Mạc - 2. Dinastia Mạc - 15. Dinastia Lê - 3. Dinastia Mạc - 4. Dinastia Mạc - 5. Dinastia Mạc - 16. Dinastia Lê - 6. Dinastia Mạc - 17. Dinastia Lê - 18. Dinastia Lê - 7. Dinastia Mạc - 8. Dinastia Mạc - 19. Dinastia Lê - 20. Dinastia Lê - 9. Dinastia Mạc - 21. Dinastia Lê - 10. Dinastia Mạc - 11. Dinastia Mạc - 12. Dinastia Mạc - 13. Dinastia Mạc - 14. Dinastia Mạc - 15. Dinastia Mạc - 16. Dinastia Mạc - 22. Dinastia Lê - 23. Dinastia Lê - 24. Dinastia Lê - 17. Dinastia Mạc - 25. Dinastia Lê - 26. Dinastia Lê - 18. Dinastia Mạc - 27. Dinastia Lê - 28. Dinastia Lê - 29. Dinastia Lê - 30. Dinastia Lê - 31. Dinastia Lê - 32. Dinastia Lê - 33. Dinastia Lê - 34. Dinastia Lê - 35. Dinastia Lê - 36. Dinastia Lê - 37. Dinastia Lê - 38. Dinastia Lê - 39. Dinastia Lê - 40. Dinastia Lê - 41. Dinastia Lê - 42. Dinastia Lê - 1 .Dinastia Tây Sơn - 43. Dinastia Lê - 2. Dinastia Tây Sơn - 3. Dinastia Tây Sơn - 4. Dinastia Tây Sơn - 1. Dinastia Nguyễn - 2. Dinastia Nguyễn - 3. Dinastia Nguyễn - 4. Dinastia Nguyễn - 5. Dinastia Nguyễn - 6. Dinastia Nguyễn - 7. Dinastia Nguyễn - 8. Dinastia Nguyễn - 9. Dinastia Nguyễn - 10. Dinastia Nguyễn - 11. Dinastia Nguyễn - 12. Dinastia Nguyễn - 13. Dinastia Nguyễn |